# Paradise (bande dessinée)
Pour les articles homonymes, voir Paradise.
Paradise est une série sortie entre 2005 et 2007, en parallèle d'un jeu vidéo d'aventure sorti en 2006 (Paradise).
L'action se déroule dans un pays d'Afrique imaginaire, la Mauranie.

## Synopsis
La Mauranie est en proie à la révolution. Les rebelles luttent pour prendre le pouvoir et destituer le vieux roi Rodon, en perte d'influence. C'est dans ce contexte qu'Ann Smith se retrouve en convalescence dans le palais du prince de Madargane, après avoir essuyé des tirs en passant en avion au-dessus de la zone prise par les rebelles. Amnésique, elle ne sait pas vraiment ce qu'elle fait ici. Petit à petit elle reconstruit son histoire, et part, avec un jaguar lié à elle, vers le sud à le recherche du roi Rodon.

## Albums
Entre parenthèses, les chiffres de ventes librairies/grandes surfaces en France
1. 2005 - Tome 1 : La Saison des orages (2 500+)
2. 2006 - Tome 2 : Le désert des Molgraves (1 500+)
3. 2007 - Tome 3 : Zamarat (1 000+)
4. 2008 - Tome 4 : Le Coffre noir (1 000+)

## Publication

### Éditeurs
- Casterman : tomes 1 à 4